# Douglas World Cruiser
Douglas World Cruiser (DWC) – zmodyfikowana wersja samolotu Douglas DT, stworzona w celu odbycia przelotu dookoła świata. Zbudowano razem pięć samolotów: jeden służący do testów i treningów, pozostałe cztery do przelotu dookoła globu.

## Opis konstrukcji
Douglas World Cruiser była to zmodyfikowana wersja bombowca Douglas DT. DWC był to dwupłat z dwuosobową załogą, napędzany jednym silnikiem Liberty L-12 o mocy 420 koni mechanicznych. Samolot był wyposażony w zbiorniki na paliwo o łącznej pojemności 644 galonów amerykańskich (2438 litrów) umieszczone pod otwartą kabiną pilotów. Podwozie można było wyposażyć w koła albo w pływaki. Istniały dwie wersje chłodnicy, większa przeznaczona była do lotu w klimacie tropikalnym.

## Historia
Samoloty otrzymały nazwy amerykańskich miast: Seattle, Chicago, Boston, New Orleans. Dowódca grupy major F.L. Martin pilotował DWC Seattle. Start nastąpił z Seattle w stanie Waszyngton 6 kwietnia 1924 r. Pierwsza faza lotu prowadziła wzdłuż wybrzeża kanadyjskiego na Wyspy Aleuckie. 30 kwietnia Seattle rozbił się w górach Alaski, załoga przeżyła wypadek. Pozostałe trzy samoloty po ośmiu lądowaniach pośrednich dotarły do Japonii, po czym kontynuowały lot wzdłuż wybrzeży Chin, Tajlandii, Birmy i Indii. W Kalkucie pływaki zastąpiono kołami i dalsza podróż odbyła się przez Azję nad terytorium Indii, Turcji do Półwyspu Bałkańskiego, a następnie do Francji i Wielkiej Brytanii. Na wyspach brytyjskich samoloty zostały ponownie wyposażone w pływaki. Dalsza trasa wiodła na północ przez Orkady, Szetlandy i Wyspy Owcze do Islandii, a później na Grenlandię i Labrador. Na Wyspach Owczych podczas awaryjnego lądowania lód znacznie uszkodził samolot Boston, a jego załogę uratował amerykański okręt patrolujący trasę. Do pozostałych dwóch samolotów w kanadyjskiej Nowej Szkocji dołączył prototyp DWC nowo ochrzczony jako Boston II. Razem z nim kontynuowały one lot przez Stany Zjednoczone aż do Seattle, gdzie dotarły 28 września 1924 roku.
Pełnego okrążenia Ziemi dokonały dwa samoloty – Chicago pilotowany przez Smitha i Arnolda oraz New Orleans kierowany przez Nelsona i Hardinga. Pokonali oni trasę 44 340 km w ciągu 175 dni. Lot trwał łącznie 371 godzin i 11 minut ze średnią prędkością około 120 km/h. Silniki w trakcie lotu dookoła globu były wymieniane 29 razy.